# Enna (stacja kolejowa)
Enna (wł: Stazione di Enna) – stacja kolejowa w Enna, w prowincji Enna, we Włoszech. Znajduje się na linii kolejowej Palermo-Katania. Została otwarta w 1875. Położona jest w dolinie, w pobliżu węzłe Enna na Autostradzie A19.